# Bissektipelta archibaldi
Bissektipelta archibaldi (Averianov, 2002) è un dinosauro erbivoro, appartenente agli anchilosauri, o dinosauri corazzati. Visse nel Cretacico superiore (Cenomaniano/Turoniano, tra 94,3 e 89,3 milioni di anni fa) e i suoi resti fossili sono stati ritrovati in Uzbekistan.

## Tassonomia
Questo dinosauro è noto solo per i fossili parziali di un cranio, sufficienti a stabilire che Bissektipelta era un membro degli anchilosauri. Descritto per la prima volta da Averianov nel 2002, il cranio era stato attribuito a una nuova specie del genere Amtosaurus, un altro dinosauro ornitischio proveniente dall'Asia noto per frammenti di cranio. Successivamente, però, uno studio di Parish, Jolyon e Barrett del 2004 ha riscontrato che la specie tipo di Amtosaurus (A. magnus) era troppo frammentaria per poter essere classificata in modo adeguato, e non era nemmeno attribuibile con certezza agli anchilosauri. Amtosaurus archibaldi, invece, era basato su materiale diagnostico e quindi si è istituito il genere Bissektipelta. Attualmente questo dinosauro è considerato un anchilosauride, ovvero un membro di una famiglia di dinosauri corazzati dotati di mazza caudale.